# Night Is Not Eternal
Night Is Not Eternal är en amerikansk dokumentärfilm som hade premiär på Montclair Film Festival den 20 oktober 2024 och som hade premiär på strömningstjänsten Max den 19 november 2024. Filmen är regisserad av Nanfu Wang.

## Handling
Under sju års tid följde den prisbelönta kinesisk-amerikanska filmskaparen Nanfu Wang Rosa Maria Payá, dotter till den femfaldigt nobelprisnominerade aktivisten Oswaldo Payá, i hennes kamp för demokrati.

## Medverkande (i urval)
- Rosa Maria Payá
- Sayli Navarro Alvarez
- Ofelia Acevedo